# Галилееви трансформации
Галилееви трансформации във физиката и класическата механика представляват координатни трансформации между две координатни системи, които се различават в постоянната си скорост една спрямо друга. Тези трансформации заедно с пространствените ротации и транслациите в пространство и време образуват т. нар. нехомогенна Галилеева група. Без транслациите в пространство и време групата се нарича хомогенна Галилеева група. Галилеевите трансформации се базират на принципа на относителността на Галилей, който счита за еднакво времето във всички отправни системи (абсолютно време).
Трансформациите на Галилей са частен случай на трансформациите на Лоренц за скорости много по-малки от скоростта на светлината във вакуум и в ограничено пространство. За скорости от порядъка на скоростта на движението на планетите в Слънчевата система (и дори по-големи), Галилеевите трансформации са приблизително верни с много голяма точност.
Галилео Галилей формулира тези понятия в неговото описание за равномерно движение. Темата е мотивирана от неговото описание на топка, търкаляща се по наклонена равнина, чрез която той измерва стойността на ускорението на гравитацията близо до повърхността на Земята.

## Транслация
Въпреки че трансформациите са кръстени на Галилей, областта на определението им се базира на абсолютното време и пространство на Исак Нютон. В своята същност, Галилеевите трансформации въплъщават интуитивното понятие за събиране и изваждане на скорости като вектори.
Това предположение е изоставено при групата на Поанкаре (наричана също нехомогенни Лоренцови трансформации). Тези релативистични трансформации важат за всички скорости, докато Галилеевите трансформации могат да бъдат разглеждани като приближения за малки скорости на групата на Поанкаре.
Означенията по-долу описват връзката при Галилеевите трансформации между координатите (x, y, z, t) и (x′, y′, z′, t′) на индивидуално произволно събитие, измерено от две координатни системи S и S', с равномерно относително движение (скорост v) по техните направления x и x′ и с техните пространствени начала, съвпадащи по време t = t′ = 0:
{\displaystyle x'=x-vt}
{\displaystyle y'=y}
{\displaystyle z'=z}
{\displaystyle t'=t}
или, използвайки векторни означения,
{\displaystyle {\vec {r}}={\vec {r'}}+{\vec {u}}t,\ }
{\displaystyle t=t'\ }
Последното уравнение изразява предположението за универсално време, което е независимо от относителното движение на различни наблюдатели.
В линейната алгебра тази трансформация се нарича трансвекция и се описва с матрица, действаща върху вектор. С движение успоредно на оста x, трансформацията действа върху два компонента:
{\displaystyle {\begin{pmatrix}x'\\t'\end{pmatrix}}={\begin{pmatrix}1&-v\\0&1\end{pmatrix}}{\begin{pmatrix}x\\t\end{pmatrix}}}
Все пак, матричното представяне не е задължително за Галилеева трансформация – то просто предоставя начин за пряко сравнение с трансформационните методи в специалната относителност.

## Галилееви трансформации
Галилеевите симетрии могат да бъдат еднозначно записани като композиция от ротация, транслация и равномерно движение на пространство-времето. Нека x представлява точка в триизмерно пространство, а t да е точка в едномерно време. По принцип точка в пространство-времето се представя чрез двойката (x, t).
Равномерно движение със скорост v се представя чрез
{\displaystyle (\mathbf {x} ,t)\mapsto (\mathbf {x} +t\mathbf {v} ,t),}
където v ∈ ℝ3. Транслация се представя чрез
{\displaystyle (\mathbf {x} ,t)\mapsto (\mathbf {x} +\mathbf {a} ,t+s),}
където a ∈ ℝ3 и s ∈ ℝ. Ротация се представя чрез
{\displaystyle (\mathbf {x} ,t)\mapsto (G\mathbf {x} ,t),}
където G : ℝ3 → ℝ3 е ортогонална трансформация.

## Галилеева група
Две Гчлилееви трансформации  G(R, v, a, s) съставят трета Галилеева трансформация  G(R' , v' , a' , s' ) G(R, v, a, s) = G(R' R, R'  v+v' , R'  a+a' +v'  s, s' +s). Редицата от всички Галилееви трансформации Gal(3) в пространството образува група.
Групата понякога бива представяна като матрична група с пространство-времеви събития (x, t, 1) като вектори, където t е реално, а x ∈ ℝ3 е положение в пространството. Действието се представя чрез
{\displaystyle {\begin{pmatrix}R&v&a\\0&1&s\\0&0&1\end{pmatrix}}{\begin{pmatrix}x\\t\\1\end{pmatrix}}={\begin{pmatrix}Rx+vt+a\\t+s\\1\end{pmatrix}},}
където s е реално, а v, x, a ∈ ℝ3 и R е ротационна матрица.
Композицията от трансформации се осъществява чрез умножение на матрици. Gal(3) има наименувани подгрупи. Компонента на идентичността е обозначен с SGal(3).
Нека m представлява матрицата на трансформацията с параметри v, R, s, a:
{\displaystyle G_{1}=\{m:s=0,a=0\},} равномерни специални трансформации.
{\displaystyle G_{2}=\{m:v=0,R=I_{3}\}\cong (\mathbb {R} ^{4},+),} изместване на първообраза.
{\displaystyle G_{3}=\{m:s=0,a=0,v=0\}\cong \mathrm {SO} (3),} ротации на отправната система.
{\displaystyle G_{4}=\{m:s=0,a=0,R=I_{3}\}\cong (\mathbb {R} ^{3},+),} равномерни движения на системата.
Параметрите s, v, R, a обхващат десет измерения. Тъй като трансформациите зависят непрекъснато от s, v, R, a, Gal(3) е топологична група.
Структурата на Gal(3) може да бъде разбрана чрез реконструкция от подгрупите. Нужно е комбиниране на полупреките произведения ({\displaystyle A\rtimes B}) на групите.
1. {\displaystyle G_{2}\triangleleft \mathrm {SGal} (3)} (G2 е нормална група)
2. {\displaystyle \mathrm {SGal} (3)\cong G_{2}\rtimes G_{1}}
3. {\displaystyle G_{4}\trianglelefteq G_{1}}
4. {\displaystyle G_{1}\cong G_{4}\rtimes G_{3}}
5. {\displaystyle \mathrm {SGal} (3)\cong \mathbb {R} ^{4}\rtimes (\mathbb {R} ^{3}\rtimes \mathrm {SO} (3))}